# Goriška
Goriška (deutsch: Görz; amtlich: Goriška statistična regija) ist eine statistische Region in Slowenien auf NUTS3-Ebene.
Die Region, die für statistische Zwecke bestimmt ist, wurde im Mai 2005 eingeführt. Sie umfasst 13 Gemeinden. Die größte Stadt ist Nova Gorica mit 14.000 Einwohnern. In der 2.325 km² großen Region lebten am 1. Juli 2020 118.421 Einwohner. In dieser Region liegt der Triglav, mit 2.864 m, der höchste Berg Sloweniens.

## Gemeinden
| Wappen | Gemeinde           | Deutscher (Italienischer) Name             | Karte | Fläche km² | Einwohner (2023) | NUTS3- Code |
| ------ | ------------------ | ------------------------------------------ | ----- | ---------- | ---------------- | ----------- |
|        | Ajdovščina         | Haidenschaft (Aidussina)                   |       | 245,2      | 19.811           | SI023       |
|        | Bovec              | Flitsch (Plezzo)                           |       | 367,3      | 3.044            | SI023       |
|        | Brda               | In den Ecken (Collio)                      |       | 72,0       | 5.590            | SI023       |
|        | Cerkno             | Kirchheim (Circhina)                       |       | 131,5      | 4.516            | SI023       |
|        | Idrija             | Idria (Idria)                              |       | 293,6      | 11.757           | SI023       |
|        | Kanal ob Soči      | Kanalburg (Canale d’Isonzo)                |       | 146,5      | 5.213            | SI023       |
|        | Kobarid            | Karfreit (Caporetto)                       |       | 192,6      | 4.046            | SI023       |
|        | Miren-Kostanjevica | Meiren-Kostanowitz (Merna-Castagnevizza)   |       | 62,8       | 5.100            | SI023       |
|        | Nova Gorica        | Neu-Görz                                   |       | 279,5      | 32.0343          | SI023       |
|        | Renče-Vogrsko      | Rentschach-Ungersbach (Ranziano-Voghersca) |       | 29,5       | 4.384            | SI023       |
|        | Šempeter-Vrtojba   | Sankt Peter-Vertoyba (San Pietro-Vertoiba) |       | 14,9       | 6.175            | SI023       |
|        | Tolmin             | Tolmein (Tolmino)                          |       | 382,3      | 10.899           | SI023       |
|        | Vipava             | Wippach (Vipacco)                          |       | 107,4      | 5.867            | SI023       |
|        | Gesamt             |                                            |       | 2.325,1    |                  |             |

## Nachbarregionen
| Italien       | Italien                                     | Gorenjska                     |
| Italien       | Kompassrose, die auf Nachbargemeinden zeigt | Gorenjska, Osrednjeslovenska  |
| Obalno-kraška | Obalno-kraška                               | Italien, Primorsko-notranjska |